# 弘㬙
理恪郡王弘㬙（1719年1月27日—1780年9月25日），理密親王允礽第十子，生母為程世福之女側福晉程佳氏。理親王系第三代。

## 生平
康熙五十七年（1719年）十二月初八日亥時出生。乾隆元年二月（1736年）受封為奉恩輔國公，乾隆四年十月（1739年）接替被廢的兄長成為理親王第三代，惟因理親王並非世襲罔替的爵位，他的封爵僅為郡王。
乾隆四十五年（1780年）八月二十七日巳時去世，虛齡六十三岁，由長子永璦襲封理親王系第四代，不過需遞降為貝勒襲封。

## 妻妾
- 嫡福晉瓜爾佳氏，筆貼式塞特之女。
- 側福晉陳佳氏，陳貴之女。
- 側福晉孟佳氏，孟鐸之女。中國第一歷史檔案館有藏乾隆二十七年十二月初九日宗人府《為遵旨理郡王之庶福晉孟氏愉郡王之庶福晉王氏照例晉封側福晉事致禮部》。
- 庶福晉蘇氏，蘇輝克之女。
- 庶福晉劉佳氏，劉二之女。
- 庶福晉馬佳氏，濟蘭泰之女。